# فرناندو كاسترو
فرناندو كاسترو (بالإسبانية: Fernando Castro Santos)‏ (20 فبراير 1952 بويو إسبانيا - ) هو لاعب كرة قدم إسباني.